# Ibigny
 Ibigny  es una comuna       y población de Francia, en la región de Lorena, departamento de Mosela, en el distrito de Sarrebourg y cantón de Réchicourt-le-Château.
Su población en el censo de 2015 era de 103 habitantes.
Está integrada en la Communauté de communes du Pays des Étangs .

## Demografía
| 111 | 122 | 117 | 95 | 85 | 88 |
| Para los censos de 1962 a 1999 la población legal corresponde a la población sin duplicidades (Fuente: INSEE [Consultar]) |     |     |    |    |    |

- Datos: Q22076
- Multimedia: Ibigny / Q22076

1. ↑  Worldpostalcodes.org, código postal n.º 57830.
2. ↑  INSEE, Datos de población para el año 2012 de Ibigny (en francés).